# Управління з довкілля та планування Мальти
Управління з довкілля та планування Мальти (MEPA, мальт. L-Awtorità ta' Malta dwar l-Ambjent u l-Ippjanar ) було національним агентством, відповідальним за навколишнє середовище та планування на Мальті. Воно утворилось для регулювання навколишнього середовища та планування на мальтійських островах : Мальта, Гоцо та інших невеликих острівцях Мальтійського архіпелагу. MEPA зобов’язувалося дотримуватися положень Закону про охорону довкілля (2001) і Закону про планування розвитку (1992) законів Мальти. Національне агентство також відповідало за імплементацію директив, рішень і регламентів відповідно до Acquis ЄС у сфері довкілля, оскільки Мальта є членом Європейського Союзу, враховуючи при цьому інші рекомендації та думку Союзу. В Управлінні працювало понад 420 державних службовців із різним освітнім рівнем, усі в межах своєї професії .
4 квітня 2016 року MEPA було розпущено, а замість нього було створено два нові органи: Управління плануванням та Управління з питань довкілля та ресурсів. 

## Роль
MEPA виконувала роль національного представництва в низці міжнародних екологічних конвенцій і багатосторонніх угод. Це включало інформацію, що підтримується Орхуською конвенцією : 
- Про доступ до інформації;
- Участь громадськості в прийнятті рішень;
- Доступ до правосуддя з екологічних питань.

## Управління
Агентством керувала рада професіоналів, відповідальністю яких було забезпечення стратегічного керівництва в межах, встановлених законами Мальти. Правління, що складалося з максимум 15 осіб, очолював виконавчий голова, Періт Вінсент Кассар.  Членами правління були двоє представників парламенту Мальти, які були обізнані та досвідчені в питаннях, пов’язаних із навколишнім середовищем і розвитком комерційних, промислових та соціальні відносин. Ряд призначених рад і комітетів надавали стратегічні вказівки або експертні поради директоратам, щоб переконатися, що організація виконувала свої функції та обов’язки ефективно та результативно, відповідно до правових зобов’язань. 

## Відповідальність
Оперативні функції та обов'язки MEPA виконувалися завдяки роботі чотирьох основних структур, а саме: 
- Офіс голови відповідав за створення рамок, у яких функціонує Рада MEPA разом з комісіями та комітетами .
- Секретаріат був центром відліку для видання та передачі рішень Правління та Комісій і в цьому контексті був основним контактним пунктом для міністерств, відомств і широкої громадськості.
- Офіс комунікації та офіс скарг були невід'ємною частиною функціонування MEPA.

## Ціль
Головний виконавчий директор відповідав за реалізацію цілей, нагляд та контроль за дирекціями. Генеральний директор та інші директори відповідали за розробку необхідних стратегій. Дирекція планування опрацьовувала заявки на середовище та планування. Він відповідав за правозастосування, розробку політики та планування, транспортне планування та дослідження тощо.  

## Примусове виконання
Директорат іінфорсменту відповідав як за контроль за розвитком, так і за охорону довкілля, а також за підтримку Управління в кампаніях із забезпечення дотримання, включаючи прямі дії, правозастосування, спостереження та дії, необхідні для забезпечення дотримання дозволів на будівництво та захисту навколишнього середовища для досягнення сталого екологічного поліпшення. Управління з охорони довкілля консультувало уряд щодо екологічних стандартів і політики, розробляло плани та забезпечувало режим ліцензування для охорони та моніторингу навколишнього середовища та контролювало діяльність, що має вплив на довкілля. Управління корпоративних послуг відповідало за людські ресурси, інформаційні технології, картографію та геодезію, підтримку та фінанси. Існувала низка рад і комітетів, які надають стратегічні інструкції директоратам, аби забезпечити ефективне виконання організацією своїх функцій і обов’язків відповідно до її юридичних зобов’язань. 

## Категоризація майна

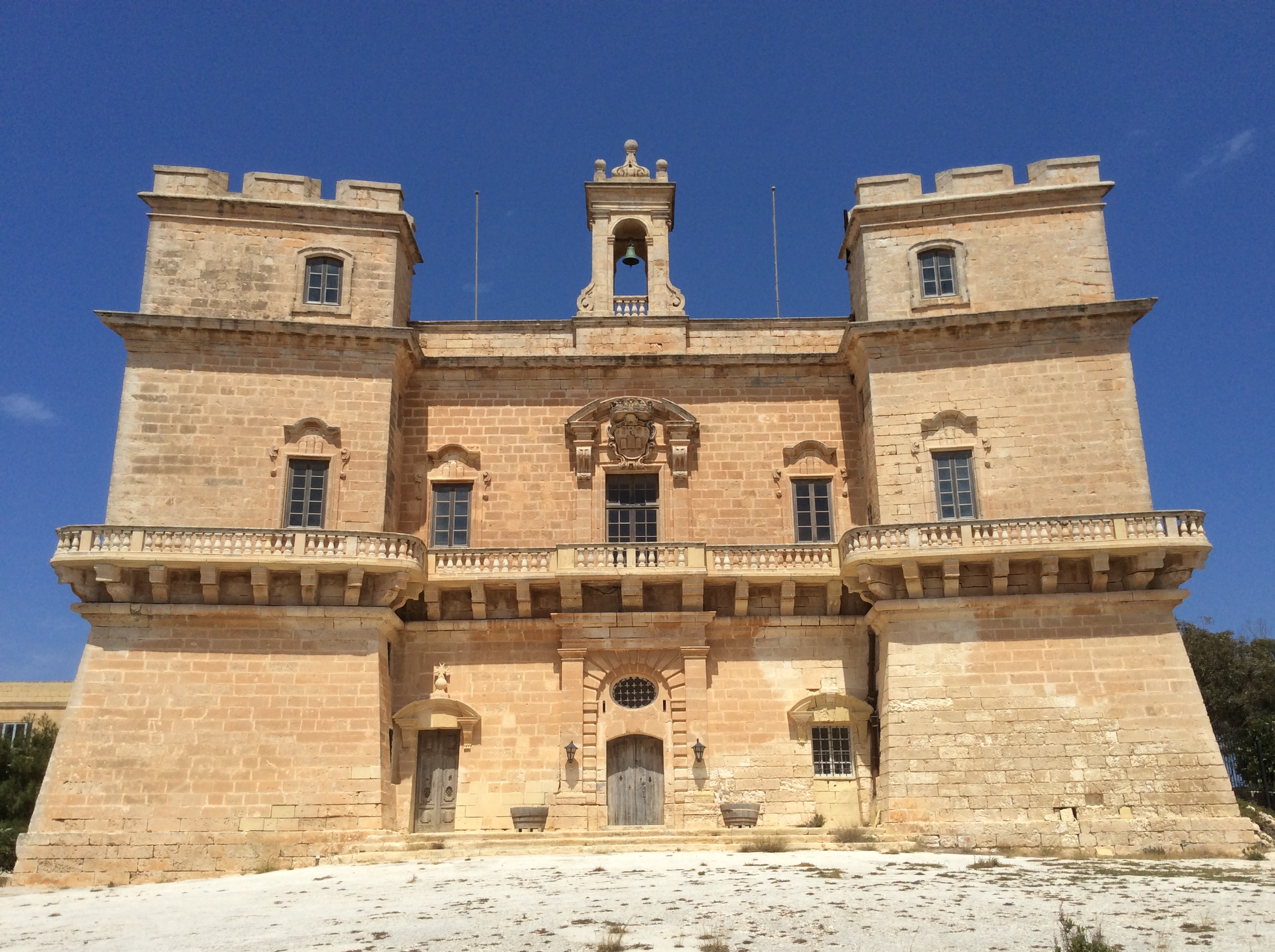
Палац Сельмун, запланована власність

Нижче наведено неповний список нерухомості, класифікованої MEPA відповідно до категорії.  Наведені нижче властивості названо відповідно до офіційної назви, яку використовує MEPA, а не як вони відомі серед громадськості. 
Рівень 1: Будівлі цього класу мають велику історичну та архітектурну цінність і не можуть бути змінені 
- Палаццо Дорелл [9]
- Палаццо Парісіо (Валлетта) [10]
- Палац Сан-Антон [11]
- Вілла Болонья [12]
- Вілла Франція
- Вежа Лія Бельведер [10]
- Ла Борса [13]
- Колона Понсонбі [14]

Ступінь 2: Будівлі цього класу мають історичну та архітектурну цінність і можуть мати помірні зміни 
- Палаццо Драгонара [15]
- Палаццо Наскіаро

Ступінь 3: Будівлі цього класу не вважаються важливими і можуть бути знесені 